# Jonesville (Carolina do Norte)
Jonesville é uma cidade  localizada no estado norte-americano de Carolina do Norte, no Condado de Yadkin.

## Demografia
Segundo o censo norte-americano de 2000, a sua população era de 1464 habitantes.
Em 2006, foi estimada uma população de 2294, um aumento de 830 (56.7%).

## Geografia
De acordo com o United States Census Bureau tem uma área de
5,0 km², dos quais 4,9 km² cobertos por terra e 0,1 km² cobertos por água.

## Localidades na vizinhança
O diagrama seguinte representa as localidades num raio de 16 km ao redor de Jonesville.